# Teorema de superposición
El teorema de superposición sólo se puede utilizar en el caso de circuitos eléctricos lineales, es decir circuitos formados únicamente por componentes lineales (en los cuales la corriente que los atraviesa es proporcional a la diferencia de tensión entre sus terminales).
El teorema de superposición ayuda a encontrar:
- Valores de tensión, en un nodo de un circuito, que tiene más de una fuente independiente.
- Valores de corriente, en un circuito con más de una fuente independiente.

Este teorema establece que el efecto que dos o más fuentes tienen sobre una impedancia es igual a la suma de cada uno de los efectos de cada fuente tomados por separado, sustituyendo todas las fuentes de tensión restantes por un corto circuito, y todas las fuentes de corriente restantes por un circuito abierto.
Suponga que en un circuito hay una cantidad n de fuentes independientes E (tanto de tensión como de corriente). En el caso de una tensión específica, la respuesta sería dada por la suma de las contribuciones de cada fuente; dicho de otro modo:
{\displaystyle V_{T}=f(E_{1},E_{2},...,E_{n})=f(E_{1},0,...,0)+f(0,E_{2},...,0)+...+f(0,0,...,E_{n})\,}
La corriente, al igual que la tensión, estaría dada por la suma de las contribuciones de cada fuente independiente. 

## Interés del teorema
En principio, el teorema de superposición puede utilizarse para calcular circuitos haciendo cálculos parciales, como hemos hecho en el ejemplo precedente. Pero eso no presenta ningún interés práctico porque la aplicación del teorema alarga los cálculos en lugar de simplificarlos. Otros métodos de cálculo son mucho más útiles, en especial a la hora de tratar con circuitos que poseen muchas fuentes y muchos elementos.
El verdadero interés del teorema de superposición es teórico. El teorema justifica métodos de trabajo con circuitos que simplifican verdaderamente los cálculos. Por ejemplo, justifica que se hagan separadamente los cálculos de corriente continua y los cálculos de señales (corriente alterna) en circuitos con Componentes activos (transistores, amplificadores operacionales, etc.).
Otro método justificado por el teorema de superposición es el de la descomposición de una señal no sinusoidal en suma de señales sinusoidales (ver descomposición en serie de Fourier). Se reemplaza una fuente de tensión o de corriente por un conjunto (tal vez infinito) de fuentes de tensión en serie o de fuentes de corriente en paralelo. Cada una de las fuentes corresponde a una de las frecuencias de la descomposición. Por supuesto no se hará un cálculo separado para cada una de las frecuencias, sino un cálculo único con la frecuencia en forma literal. El resultado final será la suma de los resultados obtenidos remplazando, en el cálculo único, la frecuencia por cada una de las frecuencias de la serie de Fourier. El enorme interés de esto es el de poder utilizar el cálculo con el formalismo de impedancias cuando las señales no son sinusoidales.

## Ejemplo
En el circuito de arriba de la figura de la izquierda, calculemos la tensión en el punto A utilizando el teorema de superposición. Como hay dos fuentes, hay que hacer dos cálculos intermedios. En el primer cálculo, conservamos la fuente de tensión de la izquierda y remplazamos la fuente de corriente por un circuito abierto con el fin de eliminar la corriente proporcionada por esta fuente (en un circuito abierto, la intensidad que circula es nula). La tensión parcial obtenida es:
{\displaystyle V_{1}=V_{\circ }\textstyle {Z_{2} \over Z_{1}+Z_{2}}}
En el segundo cálculo, mantenemos la fuente de corriente de la derecha y reemplazamos la fuente de tensión por un cortocircuito, eliminando así la subida de tensión que proporciona el generador de tensión (en un cortocircuito, la diferencia de tensión es nula). La diferencia de potencial hallada es:
{\displaystyle V_{2}=I_{\circ }\left(Z_{1}\parallel Z_{2}\right)=I_{\circ }\textstyle {Z_{1}Z_{2} \over Z_{1}+Z_{2}}}
La tensión que buscamos es la suma de las dos tensiones parciales:
{\displaystyle V_{A}=V_{1}+V_{2}=V_{\circ }\textstyle {Z_{2} \over Z_{1}+Z_{2}}+I_{\circ }\textstyle {Z_{1}Z_{2} \over Z_{1}+Z_{2}}=\textstyle {V_{\circ }Z_{2}+I_{\circ }Z_{1}Z_{2} \over Z_{1}+Z_{2}}}
- Datos: Q32028
- Multimedia: Superposition theorem / Q32028